# Ceratostylis flavescens
Ceratostylis flavescens är en orkidéart som beskrevs av Rudolf Schlechter. Ceratostylis flavescens ingår i släktet Ceratostylis och familjen orkidéer. Inga underarter finns listade i Catalogue of Life.